# Josh Dallas
Joshua Paul Dallas, conhecido como Josh Dallas (Louisville, 18 de dezembro de 1978), é um ator americano. É mais conhecido por interpretar Fandral na adaptação de 2011 Thor e Príncipe Encantado/David Nolan na série da ABC Once Upon a Time.
Dallas tem um irmão chamado Jason que serve na Força Aérea dos Estados Unidos. Graduou-se em 1997, com 17 anos de idade, na New Albany High School em New Albany, Indiana, onde estudou teatro sob David Longest. Aos 16 anos ele ganhou a bolsa de estudos Sarah Exley Scholar, que financiou totalmente seus estudos em nível de graduação na Mountview Conservatório de Artes Cênicas, em Londres, Inglaterra.

## Filmografia
| Ano       | Título                           | Papel                                  | Notas                                                          |
| --------- | -------------------------------- | -------------------------------------- | -------------------------------------------------------------- |
| 2018–2023 | Manifest                         | Ben Stone                              | Elenco Principal (dirigiu um episódio)                         |
| 2016      | Zootopia                         | Frantic Pig                            | Voz                                                            |
| 2012      | Five                             | Henry                                  |                                                                |
| 2011–2018 | Once Upon a Time                 | Príncipe "Encantado" James David Nolan | Principal 6 Temporadas; Participação especial na 7ª temporada. |
| 2011      | Red Tails                        | Ryan                                   |                                                                |
| 2011      | Thor                             | Fandral                                |                                                                |
| 2010      | CSI: Crime Scene Investigation   | Kip Woodman                            | Participação no episódio "Target Obsession"                    |
| 2010      | Money                            | Spunk Davies                           |                                                                |
| 2010      | Ghost Machine                    | Bragg (voz)                            |                                                                |
| 2010      | Hawaii Five-0                    | Ben Bass                               | Participação no episódio "Ko'olauloa"                          |
| 2009      | The Boxer                        | Ben                                    |                                                                |
| 2009      | The Descent Part 2               | Greg                                   |                                                                |
| 2009      | The Last Days of Lehman Brothers | Ace                                    |                                                                |
| 2008      | Doctor Who                       | Node 2                                 | Participação no episódio "Silence in the Library"              |
| 2008      | 80 Minutes                       | Floyd                                  |                                                                |
| 2006      | Ultimate Force                   | Weaver                                 | Participação no episódio "The Dividing Line"                   |

## Vida pessoal
Em outubro de 2013, Ginnifer Goodwin anunciou seu noivado com Josh Dallas e em novembro, anunciaram estarem esperando seu primeiro filho. Josh está esperando o segundo filho que foi anunciado 17 novembro de 2015. 
No dia 12 de abril de 2014 casaram-se em uma cerimônia simples ao pôr do sol em Los Angeles, ainda à espera de seu primogênito.
A 29 de Maio nasceu o seu primeiro filho, fruto do relacionamento com Ginnifer Goodwin.
Teve seu segundo filho, Hugo Wilson Dallas, dia 1 de junho de 2016.